# Сасанидско царство
Сасанидско царство или Сасанидска Персија, била је царевина која се од 3. до 7. века протезала широм Блиског истока, са средиштем у данашњем Ирану. Ова држава била је последње предисламско Персијско царство; мада су извори о њој оскудни, у данашњим стручним круговима се наглашава њен велики политички и културни утицај на сопствено, али и касније раздобље.

## Назив
Сасанидско царство се понекад назива и Друго персијско царство, Новоперсијско царство или Неоперсијско царство, како би се раздвојило од Ахеменидског царства (550–330. п. н. е.), које се понекад назива и Прво персијско царство или Староперсијско царство.
Династија по којој држава носи име у савременом говору називала се Сасанидима по тврдњи да потичу од бога Сасана, данас оскудно познатог у изворима.
У својим политичким програмима, цареви су, позајмљујући реч из зороастријанских списа, први пут у историји овој земљи донели име Иран, односно Иранско царство (ايرانشهر Erānshahr). Владар је носио звање Шаханшаха, односно "Цара над царевима", а титулатура му је често гласила на "цара Иранаца и Неиранаца".

## Историја

### Оснивање династије Сасанида
До 3. века Иран је само формално био уједињен под влашћу династије Арсакида. Био је то савез полусамосталних, а временом и независних, кнежевина и краљевина којим су владали појединци из редова крупног племства. Стални међусобни ратови и сукоби измећу ових територија ослабили су Иран. Војна моћ Римског царства и његово упорно освајање Истока приморали су Парћане да уступе низ северних градова Месопотамије. Арсакиди су морали да бране и сопствену престницу, које је више пута падала у руке римске армије.
Ново уједињење Ирана покренуто је из провинције Парс, смештене у југозападном Ирану. У њој се налазила древна престоница Пасаргад – постојбина Ахеменида – која је одиграла важну улогу у историји Ирана. (Од Парс, или Фарс, исходи реч перс, персијски, Персија – именица коју су користили Грци уместо назива Иран.)
Сасан, свештеник, маг храма богиње Анахите, припадник владајуће („царске“) династије Парса заузимао је важан положај. Његов син Папак био је владар Истахра и имао је титулу шаха. Унук Сосана и син Папака, Ардашир узвисио се уз подршку свештенства и дела племства. Ардашир је повео борбу са својом браћом да би се учврстио као властодржац. Из те борбе је изашао као победник. Стремљење ка уједињењу Ирана водило га је ка сукобу са Арсакидима.
Отпочевши успон са скромне дужности заповедника тврђаве Дарабгерд, Ардашир је најпре требало да учврсти власт у Парсу. Пошто се претходно обрачунао са браћом, 208. године се прогласио владарем Парса. Седиште власти је преселио даље на југ, у древни град Гур, који је неколико столећа раније разрушио Александар Македонски. Обновио је град и дао му ново име – Ардаширхур - Ардаширова слава. Изолована високим планинама, са приступним путевима који су се пружали кроз уске клисуре и кланце, престоница је била лако брањена. Уз то, била је опасана кружним бедемом, вероватно по угледу на Дарабгирд. У северном делу налазила се велика палата чији остаци су до данас очувани. Учврстивши се на власти, кренуо је у освајање: присајединио је суседне области Исхафан, Керман, напао Сузиану, на граници са Месопотамијом, и кренуо на север. У сустрет му је изашла парћанска војска. Судбоносна битка између последњег цара парћанске династије, Артабана V, и Ардашира одиграла се у равници Ормиздаган, 20. априла 224. године. Победу је однео Ардашир. Пре но што је стао на чело Ирана, Ардашир је морао покорити 80 обласних кнезова и присајединити њихове крајеве.
Но, Фарс (Парс) није понео улогу главне области у држави, мада су ту биле изграђене царске палате и рељефи у стенама. Престонице су, у складу с дугом традицијом, постали Ктесифон, град на Тигру и Суза, око 250 km источније. Овде, на западу државе, су се простирале најплодније области, налазило се мноштво градова, а трговачки путеви су повезивали Иран са средоземним лукама на западу, са Јерменијом, Кавкаском Албанијом, Грузијом и Лазиком на северу, са залеђем Персијског залива, са јужном Арабијом на југу и са Индијом на истоку.
Ардашир је свечано крунисан 226. године у Ктесифону. Понео је титулу шаханшаха - „цара над царевима“. Затим је наставио са освајањима: потчинио је Мидију с градом Хамаданом, области Сакастан и Хорасан. Након дуготрајне борбе заузет је Атропатен и велики део Јерменије. Постоје докази да му је била потчињена Маргијана (оаза Мерва), Систан и Меркан. На северу, границе његове државе достизале су равнице реке Аму Дарје, где се налазила плодна област Хорезм. На истоку, граница је била долина реке Кабул, тако да је део територије кушанског царства припао Ирану. То је дало повод гувернерима Хорасана, обично старијим члановима сасанидског рода, да постојећим звањима прибаве и титулу шах Кушана.
Године 230. Арташир је продро дубоко у римску територију. Две године касније Римљани су узвратили нападом. Цар Александар Север је свечано славио у Риму, иако је овај рат окончан без резултата.
Ардаширов син, Шапур I, наставио је ширење царства освајањем Бактрије и западних области Кушанског царства. Водио је неколико похода против Рима. Упавши у римску Месопотамију освојио је Харан и Нисибис, али је 243. године римски војсковођа Тимеситеј потукао Персијанце у бици код Ресенеи повратио изгубљене територије.
Напредовање римског цара Гордијана III низ Еуфрат заустављено је поразом код Мисиче 244. године. Остало је нејасно да ли је Гордиан погинуо у самој бици или је касније страдао од руку сопствених официра. Шапур је са новим римским царем Филипом Арабљанином закључио веома повољан мировни споразум, којим је обезбедио тренутну уплату од 500.000 динара и даљи годишњи данак. Шапур је ускоро наставио рат, победио је Римљане код Барбалиса 253. године, а затим, вероватно, освојио и опљачкао Антиохију. Римски контра-удар под командом цара Валеријана завршио се погубно по Римљане: Валеријана је лично Шапур заробио у Едеси 256. године и доживотно држао као сужња. Сасанидски цар је у част ове победе дао да се исклешу величанствени рељефи у Накше Рустаму и Бишапуру, као и монументални натпис на персијском и грчком недалеко од Персеполиса.
Персијанци су искористили војни успех и продрли у Анадолију 260. године, али су се одатле повукли у расулу: Римљани удружени са палмирским краљем Оденатом заробили су Шапуров харем и оставили цара да жали за својим женама и губитком римских територија које је био освојио.
Шапур је предузео опсежне развојне послове. Наредио је изградњу прве мост-бране у Ирану, основао нове градове, населио исељенике из Римског царства, укључујући хришћане, којима је дозволио слободно исповедање вере. Градови Бишапур и Нишапур названи су по њему.
Посебно је штитио манихејство и оснивача овог учења – Манија (који му је посветио једну од својих књига – Шапураган – Књигу о Шапуру) и послао многе манихејске мисионаре ван граница царства. Шапур се спријатељио и са вавилонским рабином Самуилом, што је користило јеврејској заједници омогућујући јој да предахне од репресивних закона донетих против ње. Потоњи цареви нису наставили Шапурову политику верске трпељивости.
По наговору зороастранских учењака и под утицајем првосвештеника Картира, Бахрам I је убио Манија и почео прогон његових следбеника. Бахрам II се, као и његов отац, покорио жељама зороастранских учитеља. За време његове владавине Римљани су под вођством императора Марка Аурелија Кара разорили и опљачкали сасанидски престони град Ктесифон, а већи део Јерменије је, после пола столећа персијске владавине, уступљен Диоклецијану.
Након Бахрама III (који је владао кратко, 293. године) шаханшах Нарзес је кренуо у нови рат са Римљанима. После почетног успеха против императора Галерија код Калиникума на Еуфрату, 296. године, Нарзес је потучен до ногу. Галеријеве трупе су у пролеће 298. године ојачане свежим снагама из дунавских гарнизона. Нарзер се повукао у Јерменију да тамо дочека Галеријеву војску. Но, нераван терен је више погодовао римској пешадији него сасанидској коњици. У две успешне битке Галерије је обезбедио победу над Нарзесом. Током друге битке римске снаге су заузеле Нарзесов табор, ризницу и харем са царевим женама. Галерије је напредовао у Медију и Адијабену, односећи победу за победом. Најизразитију победу однео је код Ерзурума и ојачао Нисибис пре 1. октобра 298. године. Затим је кренуо низ Тигар и заузео Ктесифон. Нарзес је претходно преко изасланика молио Галерија за ослобађање његових жена и деце. Мировни преговори су почели у пролеће 299. године. Председавали су и Диоклецијан и Галерије. Услови за мир су били тешки: Персија ће све своје територије преко Тигра препустити Риму; Јерменија ће бити враћена под римску власт; Кавкаска Иберија ће под римским намесником плаћати верност Риму; Нисибис, сада под римском влашћу, биће једини град кроз који ће ићи трговина између Персије и Рима; и на крају, Рим ће надгледати пет сатрапија између Тигра и Јерменије.
Сасаниди су уступили пет провинција западно од Тигра и прихватили де се не мешају у послове Јерменије и Грузије. После овог пораза, Нарзес се повукао са власти и годину дана касније умро, остављајући престо своме сину Хормизду II. Немири су се проширили царством, и док је Хормизд сузбијао побуну у Сакастану и Кушану није био у стању да потчини племство. Убијен је у лову 309. године.

### Прво златно раздобље (309—379)
Након смрти Хормизда II, Арапи су почели да пустоше и пљачкају источне градове царства, чак су нападали и провинцију Фарс, постојбину сасанидских царева. У међувремену су персијски племићи убили старијег Хормиздовог сина, ослепили средњег, а затворили најмлађег (који је касније пребегао на римску територију). Престо је обезбеђен Шапуру II, нерођеном детету једне од Хормиздових жена, који је крунисан у утроби: круна је постављена на мајчин стомак. Док је Шапур стасавао државом су управљали његова мајка и племићи. Након пунолетства Шапур II је преузео власт и брзо показао да је енергичан и предузимљив владар.
Он је најпре повео своју малу, али дисциплиновану војску на југ против Арапа, које је потукао, а њихове области прикључио царству. Затим је отпочео свој први рат против Римљана на западу. Персијанци су победили у низу битака, али нису стекли територијална проширења. Неуспешно су опседали важан погранични град Нисибис, док су римљани преотели градове Сингару и Амиду.
Због номадских упада у источне делове царства, који су претили да угрозе Маверанахр, стратешки важну област за контролу Пута свиле, походи на запад су заустављени. Због тога је Шапур журио ка истоку, остављајући обласне војсковође да нападају Римљане. Савладао је племена из Средње Азије и припојио нове покрајине своме царству. Читава територија данашњег Авганистана била је под његовом влашћу.
Ширење персијске културе ишло је раме уз раме са освајањима. Сасанидска уметност продрла је у Туркестан, досежући чак до Кине. Шапур је уз садејство номада отпочео другу војну против Рима 359. године и убрзо поново запосео Сингару и Амиду. Као одговор, римски цар Јулијан је упао дубоко у Персију и потукао Шапурову војску у бици код Ктесифона 363. године. Међутим, није успео да освоји иранску престоницу и убијен је док се повлачио ка римској територији. Његов наследник Јовијан, заробљен је на источној обали Тигра, морао је да преда све провинције које су Персијанци уступили Риму 298. године, као Нисибис и Сингару, да би обезбедио мирно повлачање своје армије из Персије.
Шапур је водио оштру верску политику. За време његове владавине, написан је зборник светих зороастранских текстова – Авеста. Јерес и отпадништво су кажњавани. Прогон хришћана је био последица христијанизације Римске империје – највећег персијског непријатеља. Власт се према Јеврејима односила пријатељски - пружила им је релативну слободу и бројне предности.
У време Шапурове смрти Персијско царство је било јаче него икад пре: непријатељи на истоку били су умирени, а Јерменија је била под Персијском контролом.

### Средње раздобље (379—498)
Од смрти Шапура II до краја прве владавине Кавада I био је дуготрајан период мира са Римљанима (Источним римским царством, или Византијом), прекидан само са два краткотрајна рата, 421-422. и 440. године. Током овог периода сасанидска верска политика разликовала се од владара до владара. Упркос низу слабих царева, административни систем успостављен током владавине Шапура II остао је снажан, тако да је царство наставило да фунционише ефикасно.
Шапур II је умро 379. године. Моћно царство наследио је његов полубрат Ардашир II (379—383), а затим и син Шапур III (383—388). Ни један од њих није поседовао способности свог претходника. Бахрам IV (388—399), био је активнији од оца, али није урадио ништа значајно за царство. Током овог периода Јерменија је споразумно подељена између Римског и Сасанидског царства. Сасаниди су обновили своју власт над Великом Јерменијом, док је Византија задржала мали део западне Јерменије.
Бахрамов син Издегерд I (399—421) често је поређен са царем Константином: обојица су вешто користила војну моћ и дипломатију, и сваку повољну прилику да остваре своје циљеве; обојица су јамчила верску трпељивост и слободан развој свих заједница у царству. Издегерд је обуставио прогон хришћана, чак је кажњавао племиће и свештенике који су их угњетавали. Његова владавина била је мирна. Уговорио је трајан мир са Византијом. Чак је, по завештању византијског императора Аркадија, узео малолетног наследника Теодосија II под своју заштиту. Сенату у Константинопољу послао је писмо у којем је саопштио да ће веома строго казнити сваки напад на свог штићеника. У Константинопољ је послао евнуха Антиоха да пази младог Теодосија. Поред свега, оженио се са јеврејском принцезом која му је родила сина Нарсија.
Пред крај своје владавине, 418. године, Издигерд отпоче немилосрдо гоњење хришћана. О узроку нагле промени цареве благонаклоности према хришћанима говоре следећи наводи из „Житије светих“ православне цркве:
„Свети Авда живљаше у време цара Теодосија Млађег и беше епископ у Персији, у граду Сузи. Персијски цар Издигерд устроји најстраховитије гоњење на хришћане. И то овим поводом. Епископ Авда, украшен сваковрсним врлинама, покренут божанском ревношћу разруши храм у коме се Персијанци клањаху огњу као божанству. Сазнавши за то од мага, идолопоклоничких жречева, цар нареди да му доведу епископа Авду. Цар најпре кротко захтеваше од епископа Авде да поново сазида разрушени храм. Свети епископ то одби и изјави да он то не може учинити. Цар онда издаде наредбу да се поруше сви хришћански храмови и да се немилосрдно гоне хришћани. По заповести цара божанствени Авда имао је бити први погубљен. Дознавши за то, свети епископ се веома обрадова, па сав весео и радостан прими блажену смрт мученичку.
Његов ђакон свети Венијамин буде пуштен од мучитеља под условом да више не проповеда Еванђеље. Он на тај услов најпре пристане, но не могадне срцу одолети, те продужи распростирати по народу истину Христову. Због тога буде ухваћен и убијен, на три године после светог Авде. Њему мучитељи најпре забише оштре клинце испод ноката на рукама и ногама, па га онда набише на колац, и тако он предаде свету душу своју у руке Господу.“ (Из „Житија светих” од Св. Јустина Поповића, ман. Ћелије, 1972)
После изненадне смрти (или убиства) Издегерда, на власт је дошао његов син Бахрам V (421—438), један од најпознатијих сасанидских царева и јунак бројних митова који су опстали и након рушења Сасанидског царства. Бахрам V, познатији као Бахрам Хор одрастао је у Ал-Хири, столици Лахмидске краљевине. Издегерд је склонио сина у суседну, вазалну краљевину на доњем Еуфрату, да на двору хришћанског краља Ал-Нумана стасава и учи. Персијска властела је након Издегердове смрти убила његовог сина Шапура и позвала Бахрама да се врати у земљу. Бахрам се вратио у Ктесифон у пратњи краља Ал Мундира, Нумановог сина, и 20.000 његових војника. После краћег негодовања персијска властела је признала Бахрама V за новог цара. Бахрамова мајка, Сошандукт, била је кћерка јеврејског егзиларха. Године 427. Бахрам је на истоку скршио инвазију номада Ефталита (Белих Хуна), проширујући свој утицај на Централну Азију, о чему сведочи и његов портрет на новцу пронађеном у Букари (Узбекистан). У персијском делу Јерменије је поставио вазалног краља и начинио од ње провинцију.
Бахрам V је један од најпознатијих јунака персијског предања, које говори о његовој храбрости и лепоти, о његовим победама над Римљанима, номадима, Индијцима и Африканцима, о његовим доживљајима у лову и љубаним згодама. Знан је као Бахрам Хур („хур“ у преводу са перс. значи „кулан“ – раса најбржег азијског коња, никад припитомљеног), по страсти према лову, поготову лову на кулане. Он је символ краља на врхунцу златног доба. Круну је освојио у надметању са братом; време владавине је провео у борби са спољним непријатељима, забављајући се у лову или уживајући у друштву својих жена из харема и дворске свите. Он је оличење успешности. У његово време написана су најбоља дела сасанидске књижевности, компонована је лепа музика, а поло је постао краљевска забава.
Издегерд II (438.457) био је праведан и умерен владар, али је, за разлику од његовог имењака Издегерда I, спроводио оштру политику према религијским мањинама, посебно према хришћанима. Међутим, побуњени Јермени су у бици код Аварајра, предвођени Варданом Мамиконијаном 451. године, успели да се изборе за право да слободно исповедају хришћански веру. Ово је касније било потврђено Договором у Нварсаку, 484. године.
Издегерд је на почетку своје владавине окупио војску сакупљену од разних народа, чак и од индијских савезника и повео их на Источно римско царство, 441. године. Након мањих сукоба мир је убрзо обновљен. Затим је окупио своје снаге у Нишапуру, 443. године, и на североистоку покренуо дуготрајну војну против Кидарита. Коначно их је победио и протерао преко реке Оксус 450. године.
Током овог похода расла је Издегердова сумњичавост према хришћанима па их је протерао из војске и свих државних служби. Затим је отпочео прогон хришћана и, у много мањој мери, Јевреја. У жељи да наметне Јерменима зороастризам, сломио је устанак хришћана у Васпуракану, једној од седам области Велике Јерменије, 451. године. Јермени су, ипак, остали хришћани. У познијим годинама се поново бавио Кидаритима, све до своје смрти, 457. године.
Ормизд III (457—459), млађи Издегердов син, се за време своје краткотрајне владавине борио се против Ефталита у Бактрији и против брата Пероза I (457—484), који му је оспоравао право на круну. Пероз га је убио 459. године.
Почетком 5. века, Ефталити (Бели Хуни) су заједно са другим номадским племенима напали Персију. Бахрам V и Издегерд II су их одлучно потукли и растерали. Хуни су се вратили крајем истог столећа и 483. године победили Пероза. Наредне две године пљачкали су области источне Персије и од Сасанида захтевали да им плаћају велики годишњи данак. Ови догађаји су потресали империју. У покушају да отера из земље, Пероз је на путу до града Херата упао у замку, заробљен и убијен, а војска просто збрисана. Ефталити су ушли у Херат, а царством је завладао хаос. На крају, племство дрвне куће Карен-Пахлавиди („Пахлави“ значи „Парћани“ - Арсасиди) успева донекле да обнови поредак у држави. Они су на престо уздигли Балаша, једног од Перозове браће. Хунска претња трајала је све до вадавине Хозроја I. Балаш (484—488) је био благ и дарежљив монарх који је хришћанима чинио уступке. У Јерменији је проводио политику попуштања напетости. Хришћанима је дата слобода вере, те им је обећано да више неће бити покушаја превоћења на зороастризам. Није подузимао походе против непријатеља империје, чак ни против Белих Хуна. После четворогодишње владавине је ослепљен и уклоњен са престола. Наследио га је синовац Кавад I.
Кавад I (488—531) је био енергичнан владар, уз то и реформатор. Подржао је секту коју је основао Маздак, који је захтевао од богатих да поделе своје супруге и иметак са убогима. Очигледно, цару је била намера да, усвајањем и подршком учења маздакита, смањи утицај магната и растуће аристократије. Због ових тежњи је свргнут са прстола и заточен у „Замку покајања“ у Сузи, а на власт је 496. године постављен његов млађи брат Замасп. Кавад је успео да побегне из заточеништва и нађе прибежиште код краља Белих Хуна.
Замасп (496—498) је био добар и љубазан цар: умањио је порез настојећи тиме да оснажи сеоско становништво и помогне ниште. Подржавао је изворни зороастризам, за разлику од Кавада којег је одступништво коштало круне и слободе. Краткотрајна Замаспова владавина је завршена оног тренутка када је Кавад ушао у престоницу у пратњи велике војске коју му је обезбедио краљ Белих Хуна. Нема каснијих спомена о Замаспу, али се верује да је уживао поштовање на двору свога брата.

### Опадање и пропаст царства (622—651)
Дуготрајан ривалитет и тежак рат, окончан Ираклијевом победом 627, оставио је оба царства у стању тешке економске и војне исцрпљености. Појава новог непријатеља, Арапа надахнутих Мухамедовим исламским учењем, довела је до пропасти Сасанидског царства 651. године и убиства његовог последњег краља Јаздергерда III. У исто време, Византија је на Истоку изгубила све своје територије сем Мале Азије. Међутим, муслимански Арапи су освајањем Персије прихватили сасанидску културу, архитектуру, писмо и остале тековине и пренели је у друге делове исламског света.
Римско (и касније Византијско) и Сасанидско царство су у правом смислу те речи представљале две суперсиле античког света. Римски цареви су једино сасанидске краљеве сматрали за владаре равноправног ранга. Због тога је у дипломатској преписци персијски краљ ословљаван као царев „брат”. Персијски утицај на Римско царство, очигледан од краја 3. века, огледао се у усвајању компликованог дворског церемонијала, раскошних владарских инсигнија, дипломатске етикете, али и војне тактике засноване на употреби тешке коњице и стрелаца на коњима.

## Друштвено уређење
Сасанидски владари били су много просвећенији од парћанских претходника, а њихово царство остало је јаче и имало је бољу управу. Као и њихови савременици Римљани и Кинези у време династије Хан, и они су развили веома ефикасну грађанску службу за свакодневну администрацију у царевини.
На челу државе био је шаханшах, који је припадао владајућој династији. Престолонаслеђе није било уређено законом, па је шах за живота настојао да именује наследника, али ни те мере нису увек отклањале невоље. На престо се могао попети само припадник из рода Сасанида.
Свештеници су могли да уклоне цара са престола. Посебно значајну улогу по овом питању имао је мобедан мобед - првосвештеник. Његов положај и његова власт ограничавали су царску власт, тако да су најмоћнији и најенергичнији цареви покушавали да ослабе положај свештенства и власт мобеда.
Највише положаје у држави заузимали су шахрдари, самостални владари области, потчињени Сасанидима.
Намесници пограничних војно-администртивних округа звали су се марзпани. Њих је на дужност именовао шаханшах (цар). Јерменијом су управљали марзпани.
Следећи ранг после шахрдара имали су виспухри - веома утицајни древни ирански родови с наследним правом. Најважније војне и државничке положаје наслеђивали су ови родови.
Племству, које је имало велике земљишне поседе, и које је заузимало највише административне и војне чинове, прибројавани су и вузурги (визурги). Извори их помињу као „племените”, „велике”, „знамените”. Они су имали несумљиво велику улогу у управљању државом.
Најбројнија су били средњи и мали земљопоседници - азати, тј „слободни“. Азати су били војни обвезници – чинећи у рату језгро сасанидске војске, њену прослављену коњицу.
Све ове групе припадале су владајућем слоју друштва.
Порески обвезници били су сељаци и градске занатлије. Њима су били придружени и трговци. Мало је сведочанстава о животу сељака. Може се претпоставити да су групе сељака обрађивале земљу у аренди. Земља је имала власника од које су је они добијали на коришћење.
Послове занатлија, трговаца и сељака надгледао је вастриошансалар. Наплата пореза био је главни задатак овог чиновника којег је из редова племића бирао и именовао шах. У неким областима царства порез је сакупљао амаркарам који је био потчињен вастриошансалару. Ова дужност сматрана је за часну и уносну, па су је обављали крупни земљопоседници.
Према неким изворима из доба Ардашира I, постојала су четири сталежа:
Свештенство - асраван - које се састојало из више редова – највиши мобеди, нижи дадхвар (жреци – судије) и други.
Војни сталеж - артештаран – чинили су коњаници и пешадинци. Возачи су регрутовани из повлашћеног дела друштва. Команданти су били из племићких породица.
Сталеж књижевника - дибхеран - чинили су државни службеници. Њима су прибрајани и људи различитих занимања: секретари, састављачи дипломатских докумената, писци, биографи, лекари, астролози, песници...
Четврти сталеж чинио је народ – сељаци - вастариошан - и занатлије - хутухшан -, трговци...
У оквиру сваког сталежа постојала је градације и имовинска разлика. У економском смислу, ове групе нису могле бити јединствене. У ствари, оквири сталежа нису били крути као код каста, и допуштали су релативну слободу преласка из једног сталежа у други. Ипак, ови сталежи не осликавају класну раслојеност персијског друштва. Она је била јако изражена. Сасанидска Персија заснована је на робовласничком систему.

## Односи са суседним државама

### Ратови са Римљанима
Сасаниди, као и Парћани, били су у сталном сукобу са Римљанима. Они су дуже од 4 века били моћна сила која се граничила са Римским царством. Након поделе Римског царства 395. године, Источно римско царство са седиштем у Константинопољу постало је западни непријатељ Персијског царства и главни непријатељ уопште. Сукоби између два царства бивали су чешћи. Као и Римљани, Сасаниди су били у сталном сукобу са суседним државама и номадским хордама.
Иако опасност од номадских упада није могла бити отклоњена у потпуности, Сасаниди су ово питање много успешније решавали него Римљани.
Последњи од многобројних сасанидско-византијских ратова, у којем су Персијанци били опсели Константинопољ, трајао је 622-628. године. Рат је окончан јер су обе стране имале огромне људске и материјалне губитке. Осим тога, друштвени сукови унутар Царства ослабили су га још више. Сходно томе, они су били неспремни за појаву Исламског калифата, чије су снаге напале оба царства само неколико година након окончања рата. Муслиманске снаге брзо су освојиле цело Сасанидско царство и лишиле Византијско царство територија у Сирији, Кавказу, Египту и Северној Африци. Током наредних векова пола Византијског и цело Сасанидско царство били су под муслиманском влашћу.
Током неколико векова Сасанидско царство се на западу граничило да великим и јаким Римским царством, док су јој на истоку били Кушанско царство и номадске хорде (Бели Хуни, на пример). Изградња утврђења, као што је цитадела Тус или град Нишапур, који је израстао у средиште науке и трговине, помогли су одбрани источних области од напада.
Из јужне и средишње Арабије повремено су упадала бедуинска арапска племена у Сасанидско царство. Вазална краљевина арапских хришћана са престоним градом Ал Хирамом штитила је сасанидску државу од упада бедуинских племена. Ову краљевину је уништио цар Хозроје II 602. године, што је у великој мери допринело коначном поразу Сасанида против Арапа и потпадање под исламску власт касније у истом веку.
Са севера су Царство често нападали Хазари и други турски номади. Они су опљачкали Медију 634. године. Убрзо након тога персијска војска их је потукла и одбацила на север. Сасаниди су изградили бројна утврђења на Кавказу ради одбијања напада, од којих је најпознатије оно у Дербенту (Дагестан, Северни Кавказ, Русија) које је у великој мери остало нетакнуто до данашњих дана.
На источној обали Каспијског мора Сасаниди су подигли 200 km дугу одбрамбену сртуктуру - Велики горгански зид - са циљем да се заштите од северних народа, као што су Бели Хуни.

### Рат саАксумским царством
Године 522. група Аксумита (монофизита) напала је већинске Химјарите у Јужној Арабији. Арапски владар се обратио за помоћ Сасанидском цару. Потом су се и Аксумити окренули Византији. Аксумско царство је послало нове снаге преко Црвеног мора које су уклониле химјаритског краља и на његово место поставиле свог поданика да влада овом важном трговачком облашћу.
Истински проблем за Византијско царство представљали су економски односи са Далеким истоком: требало је набављати производе из Индије и Кине (нарочито свилу) који су доношени, било копненим путем до Согдијане, било морским путем до Шри Ланке, где су бригу за њих преузимали Персијанци и транспортовали их до византијске границе. Јустинијан је настојао да избегне скупо и неугодно персијско посредништво: покушао је нађе нове путеве, на северу преко Каспијског мора, а на југу преко Црног мора, који би заобилазили Персију, али узалуд. На јужним обалама Црног мора лежало је Аксумско царство чијим је становницима, преобраћеном у хришћанство, Јустинијан 531. године дао задатак да допре до Индије и Кине: ни то му није успело, тако да се царство није могло отарасити привредног туторства Персије.
Етиопљани никад нису успели да удовоље Јустинијановом захтеву, јер им политичке прилике нису ишле на руку. Наиме, аксумски војсковођа Аврам засео је на химјаритски престо и успоставио независну династију. Његови синови су се упустили у борбу за власт након очеве смрти. Мад Кариб је побегао из земље док је његов полубрат Масрук владао. Мад Кариб се обратио најпре Јустинијану. Пошто је одбијен, Мад Кариб се обратио Хозроју I, који је послао малу флоту и војску под командом Вахреза да свргне новог краља. Након освајања престонице Сане, Мад Карибов син Саиф именован је за краља. Монофизити су избачени из Јужне Арабије.
Етиопљани су обновили своје присуство у Јужној Арабији 575. или 578. године, али је нови персијски поход на Химјаритско краљевство и постављање збаченог краља окончао етиопску владавину на источној страни Црног мора.
Јустинијан је коначно био одговоран за Персијско поморско присуство у Јемену.
Не пружањем помоћи јеменским Арапима, Хозроје I је могао да помогне Мад Карибу и накнадно утврди Јемен као провинцију Сасанидског царства.

## Култура
Док су цареви и централни државни органи промовисали персијски језик и Зороастријанизам, царевина је цело своје постојање врвела од различитих народа, религија, и начина живота.

### Народи и језичке групе
Престоница царевине, Ктесифон, налазила се у Месопотамији, која је уједно била и најиздашнија покрајина државе. У њој су, међутим, Персијанци били мањина: већина становништва била је семитског порекла, и говорила арамејским језиком; на јужним ободима, уз пустињу, живели су Арапи, а у градовима било је мноштво дошљака са запада, нарочито Грка и Јевреја.
Припадници иранске групе народа свакако су били најбројнији мештани царевине; многи од њих живели су номадским начином живота, селећи се преко иранског планинског венца. Сем Персијанаца, знаменити припадници ове групе су и Међани, Керманци, Азербејџанци (различити од савремених азербејџанских Турака) и Табарестанци. Парћани, Согдијанци и Систанци попуњавали су ређе насељене источне покрајине царства. Не сумња се да је на истоку било и становника индијског порекла. Персијске планине насељавали су чак и усамљени Арапски племеници, силом настањивани последицом царских похода.
Мада нам извори нису прецизни, надзире се да је персијски језик вршио одређени притисак на остале покрајине, и био у употреби и ван Персије. Као наслеђе хеленистичке и партске управе, у старим царским натписима упоредо се користе и партски и грчки, мада их персијски већ у 4. веку потпуно потискује.

### Религија
Доминантна и државно спонзорисана вера био је Зороастријанизам. Међутим, царевина је била преплављена разноврсним заједницама, као што су Манихејци, Будисти, Јевреји, и Хришћани, који постају нарочито бројни у 6. и 7. веку. Сем њих, велики део становника припадао је гранама Зороастријанизма које је државно свештенство сматрало јеретичким.

## Хронологија Сасанидског царства
- (226—241) — владавина Ардашира I
- (224—226) — збацивање Парћанског (Арсакидског) царства
- (229—232) — рат против Рима
- Зороастризам проглашен за државну веру
- Сакупљена колекција текстова позната као Зенда (Авеста).
- (241—272) — владавина Шапура I
- (241—244) — Први рат са Римом
- (258—260) — Други рат са Римом. Заробљавање римског цара Валеријана који доцније умире у персијском заточеништву
- (215—271) — Мани, оснивач верског учења манихејства.
- (271—301) — доба династичких унутрашњих сукоба.
- (299) — римски цар Галерије осваја пет провинција на левој обали Тигра.
- 309–379: Владавина Шапура II „Великог":
- 337–350: Први рат са Римом, Констанције II успешно брани римске границе.
- 358–363: Други рат са Римом. После смрти цара Јулијана, његов наследник Јовијан приморан је да Персијанцима врати Галеријева освајања.
- 399–420: Владавина Јаздергерда I „Грешника":
- 409: хришћанима је дозвољено да јавно практикују своју веру и граде цркве.
- 416–420: Језергерд мења своју политику према хришћанима и подвргава их прогону.
- 420–438: Владавина Бахрама V:
- 420–422: Рат са Римом.
- 424: Сабор у Дад-Ишу проглашава независност цркве на персијским територијама од Цариградске патријаршије.
- 438–457: Владавина Јаздегерда II:
- 441: Рат са Римом.
- 451: Побуна Јермена угушена у битки код Вартананца.
- 483: Едикт о толеранцији према хришћанима.
- 488—531: Владавина Кавада I:
- 491: Јерменска црква одбацује одлуке Четвртог васељенског сабора:
- Несторијанство постаје доминантно хришћанско учење у Персији.
- 513: Кавадова коначна победа над Белим или Хефталитским Хунима
- 526-532: Иберијски рат
- 531–579: Владавина Хозроја I, „Бесмртне душе“ (Ануширван)

- 532: „Вечни мир“ између Хозроја и Јустинијана I.
- 540–562: Рат око Лазике.
- 590–628: Владавина Хозроја II
- 603–628: Рат са Византијом. Освајање Сирије, Палестине, Египта и Мале Азије, Сасаниди закратко обнављају границе Ахеменидске државе.
- 610: Арапи наносе пораз Персијанцима у бици код Ти Кара.
- 626: Неуспешна опсада Цариграда од стране удружених Авара и Персијанаца.
- 627: Византијски цар Ираклије упада у Асирију и Месопотамију. Византијска војска наноси одлучан пораз Персијанцима у бици код Ниниве.
- 628–632: Доба анархије и низа кратковеких владара.
- 632–642: Владавина Јаздегерда III.
- 636: Одлучан пораз Персијанаца код ал Кадисије од стране муслиманских Арапа.
- 642: Арапи коначно уништавају персијску војску код Нахаванда.
- 651: Последњи сасанидски краљ Јаздегерд III је убијен код Мерва, у данашњем Туркменистану. Његов син Пероз заједно са једним делом сасанидских великаша одлази у Кину у изгнанство.

## Списак сасанидских владара
- Ардашир I (224—241)
- Шапур I (241—272)
- Хормизд I (272—273)
- Бахрам I (273—276)
- Бахрам II (276—293)
- Бахрам III (293)
- Нарзес (293—302)
- Хормизд II (302—310)
- Шапур II (310—379)
- Ардашир II (379—383)
- Шапур III (383—388)
- Бахрам IV (388—399)
- Јаздегерд I (399—420)
- Бахрам V (420—438)
- Јаздегерд II (438—457)
- Хормизд III (457—459)
- Пероз I (457—484)
- Балаш (484—488)
- Кавад I (прва владавина (488—496), друга владавина (498—531))
- Дјамасп (496—498)
- Хозроје I (531—579)
- Хормизд IV (579—590)
- Бахрам Чобин (590—591)
- Хозроје II (591—628)
- Кавад II (628)
- Ардашир III (628—630)
- Шахрбараз (630)
- Краљица Борандохт (630—631)
- Краљица Азармидохт (631)
- Хормизд VI (631—632)
- Јаздегерд III (632—651)